# Lachnocaulon engleri
Lachnocaulon engleri är en gräsväxtart som beskrevs av Wilhelm Willy Otto Eugen Ruhland. Lachnocaulon engleri ingår i släktet Lachnocaulon och familjen Eriocaulaceae. Inga underarter finns listade i Catalogue of Life.